# Gate (ранобе)
«Брама: Самооборона в зоні конфлікту» (яп. ゲート 自衛隊 彼の地にて、斯く戦えり, Gēto: Jieitai Kano Chi nite, Kaku Tatakaeri, Gate: Thus the Japanese Self-Defense Force Fought in Their Land) — серія фентезійних романів, написана Такумі Янаї та проілюстрована Дайсуке Ідзукою та Куроджіші.
Спочатку серія публікувалася з 2006 по 2009 рік на Arcadia, доки у 2010 році її не придбало видавництво AlphaPolis. Адаптація у форматі манґи ілюстрована Сатору Сао, розпочалася у липні 2011 року, а три спінофи з'явилися у 2015 році. Перша половина адаптації аніме-телесеріалу виходила в ефір з липня по вересень 2015 року, а друга — з січня по березень 2016 року. Серіал отримав ліцензію Sentai Filmworks у Північній Америці.
Сквел роману під назвою «Gate Season 2: Jieitai Kano Umi nite, Kaku Tatakaeri», почав публікуватись у 2017 році. Анонсовоно аніме-серіал на основі цього сиквелу.

## Сюжет
У сучасному районі Ґіндза, Токіо, раптово з'являється портал з іншого світу і легіон середньовічних солдатів у римському стилі та монстрів нападає на місто. Використовуючи сучасне озброєння та тактику, Сили самооборони Японії легко відбивають атаку ворога, проходять через портал і створюють передову базу, щоб розпочати мирні переговори з Імперією іншого світу. Однак ексклюзивний доступ Японії до порталу викликає заздрість інших країн, які прагнуть використовувати 特地 (Токучі, «Особливий Регіон», як його називає Японія) у власних цілях. Крім того, діяльність Сил самооборони Японії ретельно контролюється урядом, який вагається заглиблюватися у справи Особливого Регіону через побоювання громадського осуду.
Йоджі Ітамі, офіцер резерву Сил самооборони Японії, відправляється досліджувати інший світ, де магія, дракони та ельфи є реальністю, використовуючи свої знання фентезійних історій, щоб адаптуватися до нового середовища. Під час вивчення Особливого Регіону він безкорисливо допомагає його жителям, зокрема імперській принцесі Піна Ко Лада, у боротьбі проти древнього дракона та банди грабіжників, тим самим прокладаючи шлях для переговорів і опиняючись у компанії місцевих дівчат, які починають відчувати до нього симпатію. Проте, коли він принижує імперського кронпринца Зорзала, рятуючи японського полоненого, той вирішує помститися Японії кровопролиттям, захоплює владу як диктатор і готується до масштабної війни. У результаті Сили самооборони Японії змушені вести активні бойові дії, щоб зберегти статус-кво та завершити переговори з батьком Зорзала, Молтом Солом Августусом, мирним шляхом.
Після того як Сили самооборони Японії звільняють принцесу Піну імператора та антивоєнних сенаторів із імперської столиці, Зорзал переховується та розпочинає партизанську війну. Його люди, одягнені в імітацію камуфляжної форми, разом із монстрами здійснюють терористичні акти проти мирного населення, щоб дискредитувати японців і виманити їх. Проте союзники та прихильники Сил самооборони об'єднуються, щоб здолати зрадницького принца. Водночас богиня Гарді розповідає Ітамі, що сам портал становить серйозну загрозу. Спочатку відкритий Гарді, але розширений і стабілізований магами Імперії, він спричиняє серію катастрофічних порушень, оскільки Особливий Регіон і Земля починають віддалятися від своєї спільної точки зв'язку. Таким чином, японцям доводиться боротися, щоб завершити громадянську війну та вчасно закрити портал, перш ніж обидва світи зруйнують одне одного.

## Медіа

### Романи

#### 1 сезон
Такумі Янаї, колишній член Сил Самооборон Японії, спочатку публікував роботу на створеному користувачами сайті Arcadia з квітня 2006 до червня 2009 року під псевдонімом Тодоку Такусан (とどく＝たくさん). У 2010 році AlphaPolis уклало з ним угоду про публікацію його твору в друкованому вигляді. Перші два томи веброману були дещо змінені, щоб зменшити їхню націоналістичність, тоді як третій і останній том веброману був переписаний і розширений до трьох томів. Ці п'ять томів були опубліковані з 12 квітня 2010 року по 5 січня 2012 року з ілюстраціями обкладинки Дайсуке Ізуки. Пізніше оригінальні веб-романи було видалено з Arcadia. Станом на 10 жовтня 2012 року серія продовжилася п'ятьма томами побічних історій. 6 січня 2013 року AlphaPolis розпочав перевидання серії як ранобе, де кожен том роману було поділено на два невеликих томи ранобе у форматі бункобон, а також нова обкладинка та внутрішні ілюстрації Куродзіші.
Додатковий роман-приквел під назвою Gate: Zero (яп. ゲート 0 -zero- 自衛隊 銀座にて、斯く戦えり, Gēto Zero: Jieitai Ginza nite, Kaku Tatakaeri, Gate 0: Thus the Japanese Self-Defense Force Fought at Ginza) 31 грудня 2021 року було опубліковано, де детально описано події, пов'язані з інцидентом у Гіндзі. У березні 2024 року вийшла манґа-адаптація цього роману.

#### 2 сезон
Серія романів-продовжень, Gate Season 2 (яп. ゲートSeason2 自衛隊 彼の海にて、斯く戦えり, Gate Season 2: Jieitai Kano Umi nite, Kaku Tatakaeri, Gate Season 2: Thus the Japanese Self-Defense Force Fought in Their Sea) зосереджується на новому наборі персонажів Морських сил самооборони. У другому сезоні Горо Етаджіма з JMSDF і його підлеглий Кодзі Токушіма виконують обов'язки з дослідження та розвідки у визначених країнах. З повторним відкриттям порталу, уряд Японії продовжує зберігати монополію на «портал» в міжнародній спільноті. Це вимагає від уряду уваги як до внутрішньої політики, так і до досліджень місцевості в новому світі, де поступово формуються скромні відносини з місцевими жителями,

Дайсуке Ізука повернувся як ілюстратор для романів. Було випущено п'ять томів: перший том вийшов 8 серпня 2017 року, а п'ятий — 30 листопада 2020 року.
| № | Дата виходу        | ISBN                   |
| - | ------------------ | ---------------------- |
| 1 | 8 серпня, 2017     | ISBN 978-4-434-23616-7 |
| 2 | 5 травня, 2018     | ISBN 978-4-434-24575-6 |
| 3 | 31 січня, 2019     | ISBN 978-4-434-25598-4 |
| 4 | 3 грудня, 2019     | ISBN 978-4-434-26791-8 |
| 5 | 30 листопада, 2020 | ISBN 978-4-434-28126-6 |

### Манґа
Є п'ять манґ серій заснованих на Gate, всі вони видані AlphaPolis. Перша манґа намальована Сатору Сао, почала публікуватися 30 липня 2011 року. Ця манґа ліцензована англійською мовою компанією Sekai Publishing, але перекладені лише перші два томи, а Sekai заявляє про проблеми з якістю примірників другого тому у 2018 році. Після випуску другого тому у 2020 році Sekai Project скасувала подальші томи. 8 липня 2021 року AlphaPolis оголосила, що вони будуть публікувати серію англійською мовою на своїй платформі Alpha Manga Service.

Друга манґа, під назвою Gate! Yonkoma, є комедійною стрічкою в стилі йонкома, намальованою Куджі 51-го, почала публікуватися 15 січня 2015 року і завершилася 23 липня 2015 року. Третя манґа, намальована Юкіє Шірен та названа Gate: Teikoku no Bara Kishidan — Piña Co Lada 14-sai, є преґуелом, де Піна є головною героїнею, почала публікуватися 19 березня 2015 року і завершилася 7 квітня 2016 року, має 2 томи. Четверта манґа, намальована Чако Абено та названа Gate: featuring The Starry Heavens, показує як три головні жіночі персонажі стають музичними айдолами, почала публікуватися 19 березня 2015 року і завершилася 28 квітня 2016 року, має 2 томи. П'ята спіноф манґа, намальована Томо та названа Mei☆Company, базується на манґі у всесвіті Gate, почала публікуватися 19 березня 2015 року і завершилася 22 жовтня 2015 року, має 1 том.
| №  | Дата виходу      | ISBN                   |
| -- | ---------------- | ---------------------- |
| 1  | 15 червня, 2012  | ISBN 978-4-434-16703-4 |
| 2  | 25 січня, 2013   | ISBN 978-4-434-17468-1 |
| 3  | 18 липня, 2013   | ISBN 978-4-434-18048-4 |
| 4  | 20 квітня, 2014  | ISBN 978-4-434-19017-9 |
| 5  | 22 вересня, 2014 | ISBN 978-4-434-19601-0 |
| 6  | 30 березня, 2015 | ISBN 978-4-434-20299-5 |
| 7  | 23 червня, 2015  | ISBN 978-4-434-20675-7 |
| 8  | 1 грудня, 2015   | ISBN 978-4-434-21300-7 |
| 9  | 1 червня, 2016   | ISBN 978-4-434-21993-1 |
| 10 | 1 грудня, 2016   | ISBN 978-4-434-22649-6 |
| 11 | 1 квітня, 2017   | ISBN 978-4-434-23144-5 |
| 12 | 1 грудня, 2017   | ISBN 978-4-434-23969-4 |
| 13 | 1 червня, 2018   | ISBN 978-4-434-246760  |
| 14 | 30 грудня, 2018  | ISBN 978-4-434-253683  |
| 15 | 30 червня, 2019  | ISBN 978-4-434-260315  |
| 16 | 30 грудня, 2019  | ISBN 978-4-434-267765  |
| 17 | 30 червня, 2020  | ISBN 978-4-434-27533-3 |
| 18 | 30 грудня, 2020  | ISBN 978-4-434-28254-6 |
| 19 | 30 червня, 2021  | ISBN 978-4-434-29010-7 |
| 20 | 30 грудня, 2021  | ISBN 978-4-434-29735-9 |
| 21 | 30 червня, 2022  | ISBN 978-4-434-30460-6 |
| 22 | 30 грудня, 2022  | ISBN 978-4-434-31352-3 |
| 23 | 30 червня, 2023  | ISBN 978-4-434-32196-2 |
| 24 | 30 грудня, 2023  | ISBN 978-4-434-33117-6 |
| 25 | 30 червня, 2024  | ISBN 978-4-434-34052-9 |
| 26 | 18 грудня, 2024  | ISBN 978-4-434-35001-6 |

### Аніме
Аніме-адаптація для телебачення була створена студією A-1 Pictures під керівництвом Такахіко Кьоґоку. Дизайн персонажів у серіалі заснований на ілюстраціях з ранобе. Перші 12 епізодів транслювалися в Японії з 4 липня до 18 вересня 2015 року. Друга частина з 12 епізодів транслювалася на Tokyo MX з 9 січня до 26 березня 2016 року. Аніме було доступне для перегляду онлайн на Crunchyroll і ліцензоване Sentai Filmworks у Північній Америці. З епізоду 1 по 12 початковою темою є «Gate (Sore wa Akatsuki no You ni)» (яп. GATE～それは暁のように～) Kishida Kyoudan & The Akeboshi Rockets, а завершальною темою є «Prism Communicate» (яп. ぷりずむコミュニケート, Purizumu Komyunikēto) Хісако Канемото, Нао Тояма та Різа Танеда. Sentai Filmworks випустила повну колекцію серіалу на Blu-ray та DVD 11 липня 2017 року. Для другої частини початковою темою є «Gate II (Sekai o Koete)» (яп. GATE II ～世界を超えて～) виконана Kishida Kyoudan & The Akeboshi Rockets, а кінцевою темою є «Itsudatte Communication» (яп. いつだってコミュニケーション) Канемото, Тояма та Танеда.
У 2017 році дослідник Такайоші Ямамура зазначив, що аніме було створено у співпраці з Токійським провінційним кооперативним офісом Сил самооборони Японії (JSDF). Він також підкреслив, що оригінальний автор раніше служив офіцером у JSDF і саме він запропонував цю співпрацю. Ямамура також зауважив, що у 2015 році JSDF представили свої транспортні засоби на конкурсі в районі Омія-ку, Сайтама, розфарбувавши їх зображеннями персонажів з аніме.
Адаптацію аніме-серіалу на основі другого сезону роману було анонсовано 4 липня 2025 року. Серіал буде спродюсований компаніями Kasagi Labo, Oshi та Genco, анімований Studio M2, а режисером стане Тору Такахасі. Тацухіко Урахата повернеться до написання сценарію серіалу, а Шігеру Фудзіта займеться розробкою персонажів.

## Сприйняття
- У червні 2017 року повідомлялося, що романи першого сезону продано тиражем понад 4,2 мільйона копій у Японії[6]. Станом на травень 2021 року їхній тираж перевищив 6 мільйонів копій[51].
- Ребекка Сільверман з Anime News Network переглянула перші дванадцять епізодів Gate, високо оцінивши унікальну концепцію аніме, де сучасна армія бореться з фантастичними расами в іншому світі, а також головного героя, який є дорослим чоловіком, а не підлітком і оригінальний склад персонажів. Водночас вона розкритикувала аніме за надмірну політизованість і ідеалізацію японської армії[52].
- Терон Мартін з Anime News Network також похвалив Gate за протилежність Outbreak Company — іншого аніме з подібною концепцією про сучасну Японію, яка відкриває фантастичний світ. Він вважав історію та деяких персонажів цікавими, а також відзначив роботу окремих англомовних акторів озвучення. Водночас він критикував слабкість окремих сюжетних ліній персонажів, змінений англійський сценарій порівняно з оригінальним японським і зазначив, що політичні погляди в аніме виглядають «незграбними та нав'язливими»[53].
- Загалом позитивна реакція на Gate спонукала японську армію розпочати кампанію з набору, використовуючи головних персонажів аніме як маскотів[54].
- У лютому 2018 року було випущено пачіслот-гру за мотивами аніме[55].